# WWE Draft (2019)
WWE Draft 2019 es el decimocuarto draft producido por la promoción de lucha libre profesional estadounidense WWE entre sus marcas Raw y SmackDown. Volviendo a su nombre original («WWE Draft») y su formato tradicional, es el segundo draft de 2019, después del Superstar Shake-up de abril. El draft comenzó en el episodio del 11 de octubre de Friday Night SmackDown en Las Vegas, Nevada, y concluirá en el episodio del 14 de octubre de Monday Night RAW en Denver, Colorado, con SmackDown transmitiéndose en FOX y RAW transmitiéndose en USA Network.

## Producción

### Antecedentes
En abril de 2019, WWE realizó el Superstar Shake-up, un draft entre las marcas de WWE con un formato no tradicional en el que las decisiones de transferencia se tomaban detrás de escena en lugar de en pantalla. Poco después del Superstar Shake-up, el presidente y CEO de WWE, Vince McMahon, introdujo la «Wild Card Rule» («regla de comodín»), en la cual hasta cuatro luchadores podrían aparecer en el programa de la marca contraria por invitación por solo una noche, con apariciones no autorizadas siendo penalizadas. Después de esto, sin embargo, las estipulaciones de la regla no se hicieron cumplir, con numerosos luchadores apareciendo libremente en ambos programas semanalmente sin penalizaciones, borrando las líneas entre las marcas. Con el traslado de SmackDown a FOX en octubre y Raw permaneciendo en USA Network (parte de NBCUniversal de Comcast), WWE decidió realizar un segundo draft para 2019 para dividir definitivamente las dos marcas. Se anunció que el draft se produciría en los episodios del 11 y 14 de octubre de SmackDown y Raw, respectivamente. Volviendo a un formato de draft tradicional, se programó la aparición de personalidades de FOX y NBCUniversal; la primera vez que las cadenas de televisión se presentaron como influyentes en las decisiones de transferencia de WWE. También se confirmó que la Wild Card Rule terminaría con este draft.
Se confirmó la aparición de varias celebridades durante el draft, incluyendo el catorce veces Estrella de las Grandes Ligas de Béisbol y analista de FOX Álex Rodríguez, y Colin Jost y Michael Che de Saturday Night Live (quienes aparecieron en el André the Giant Memorial Battle Royal en WrestleMania 35 en 2019), entre otros.

### Reglas delDraftde 2019
Las reglas del draft se publicaron en el sitio web de WWE el 10 de octubre. La lista de luchadores elegibles se publicó el mismo día. Más de 70 luchadores de las listas de Raw, SmackDown, NXT y 205 Live, así como equipos en parejas, son elegibles para ser reclutados para Raw o SmackDown, incluidos todos los campeones (aunque el Campeón 24/7 de la WWE y las Campeonas Femeninas en Parejas de la WWE son elegibles para ser transferidos, aún defenderán sus respectivos títulos en todas las marcas). La victoria por descalificación del Campeón Universal de la WWE de Raw, Seth Rollins, sobre Roman Reigns de SmackDown en el episodio del 11 de octubre de SmackDown le valió a Raw la primera selección del draft esa noche. En el episodio del 14 de octubre de Raw, la selección número uno de Raw y la Campeona Femenina de Raw, Becky Lynch, se enfrentará a Sasha Banks, transferida a SmackDown, para determinar qué marca gana la primera selección de draft para esa noche.
Las reglas del draft son las siguientes:
- Se realizarán hasta 30 selecciones en el SmackDown del 11 de octubre, mientras que se realizarán hasta 41 selecciones en el Raw del 14 de octubre.
- Por cada dos selecciones de draft para SmackDown, Raw recibirá tres selecciones (debido a que SmackDown es un programa de dos horas, mientras que Raw es de tres horas).
- Los equipos en parejas cuentan como una selección a menos que FOX o USA Network específicamente solo quieran a un solo miembro del equipo como su selección.
- Cualquier luchador no reclutado será inmediatamente declarado agente libre y podrá firmar con la marca de su elección.

## Resultados

### Friday Night SmackDown(11 de octubre)
- El Campeón Universal de la WWE Seth Rollins (RAW) derrotó a Roman Reigns (SmackDown) por descalificación.[11]
  - Reigns fue descalificado luego de que "The Fiend" Bray Wyatt atacará a Rollins.
  - Como consecuencia, Raw ganó la primera elección del Draft para su respectiva marca.
  - El Campeonato Universal de la WWE de Rollins no estuvo en juego.
- King Corbin derrotó a Shorty Gable (9:25).[11]
  - Corbin cubrió a Gable después de un «End of Days».
- The New Day (Big E, Kofi Kingston & Xavier Woods) derrotó a The O.C. (AJ Styles, Luke Gallows & Karl Anderson) (6:50).[11]
  - Kingston cubrió a Styles después de un «Trouble in Paradise».
- Bayley derrotó a Charlotte Flair y ganó el Campeonato Femenino de SmackDown (11:35).[11]
  - Bayley cubrió a Flair después de revertir un «Figure Eight» en un «Inside Cradle».

### Monday Night RAW(14 de octubre)
- La Campeona Femenina de Raw Becky Lynch (RAW) derrotó a Charlotte Flair (SmackDown) (13:20).[12]
  - Lynch cubrió a Flair con un «Roll-up».
  - Como consecuencia, Raw ganó la primera elección del Draft para su respectiva marca.
  - El Campeonato Femenino de Raw de Lynch no estuvo en juego.
- Andrade (con Zelina Vega) derrotó a Ali (5:50).[12]
  - Andrade cubrió a Ali después de un «Hammerlock DDT».
  - Durante la lucha, Vega interfirió a favor de Andrade.
- The Viking Raiders (Erik & Ivar) derrotaron a Dolph Ziggler & Robert Roode y ganaron el Campeonato en Parejas de Raw (12:05).[12]
  - Erik cubrió a Ziggler después de un «Viking Experience».
- Aleister Black derrotó a Eric Young (1:40).[12]
  - Black forzó a Young a rendirse con un «Dark Ritual».
- Ricochet derrotó a Shelton Benjamin (4:45).[12]
  - Ricochet cubrió a Benjamin después de un «Recoil».
- Buddy Murphy derrotó a Cedric Alexander (9:10).[12]
  - Murphy cubrió a Alexander después de un «Murphy's Law».
- Las Campeonas Femeninas en Parejas de la WWE The Kabuki Warriors (Asuka & Kairi Sane) derrotaron a Natalya & Lacey Evans (16:00).[12]
  - Asuka cubrió a Evans con un «Roll-up».
  - El Campeonato Femenino en Parejas de la WWE de The Kabuki Warriors no estuvo en juego.

## Selecciones deDraft

### Selecciones de Draft (Noche 1) SmackDown(11 de octubre)
La directora de marcas de WWE, Stephanie McMahon, anunció las selecciones de draft para cada ronda.
| Ronda | Sel. # | Antigua marca | Nueva marca | Selección marca # | Luchador(a)                                              | Notas                                                       |
| ----- | ------ | ------------- | ----------- | ----------------- | -------------------------------------------------------- | ----------------------------------------------------------- |
| 1     | 1      | RAW           | RAW         | 1                 | Becky Lynch                                              | Campeona Femenina de Raw                                    |
| 1     | 2      | SmackDown     | SmackDown   | 1                 | Roman Reigns                                             |                                                             |
| 1     | 3      | RAW           | RAW         | 2                 | The O.C. (AJ Styles (c), Luke Gallows & Karl Anderson)   | Campeón de los Estados Unidos (selección de equipo)         |
| 1     | 4      | RAW           | SmackDown   | 2                 | "The Fiend" Bray Wyatt                                   |                                                             |
| 1     | 5      | RAW           | RAW         | 3                 | Drew McIntyre                                            |                                                             |
| 2     | 6      | SmackDown     | RAW         | 4                 | Randy Orton                                              |                                                             |
| 2     | 7      | RAW           | SmackDown   | 3                 | Sasha Banks                                              |                                                             |
| 2     | 8      | RAW           | RAW         | 5                 | Ricochet                                                 |                                                             |
| 2     | 9      | RAW           | SmackDown   | 4                 | Braun Strowman                                           |                                                             |
| 2     | 10     | RAW           | RAW         | 6                 | Bobby Lashley                                            |                                                             |
| 3     | 11     | RAW           | RAW         | 7                 | Alexa Bliss                                              | Elegida por separado de su compañera de equipo Nikki Cross. |
| 3     | 12     | RAW           | SmackDown   | 5                 | Lacey Evans                                              |                                                             |
| 3     | 13     | Agente libre  | RAW         | 8                 | Kevin Owens                                              |                                                             |
| 3     | 14     | RAW           | SmackDown   | 6                 | The Revival (Dash Wilder & Scott Dawson)                 | Campeones en Pareja de SmackDown (selección de equipo)      |
| 3     | 15     | RAW           | RAW         | 9                 | Natalya                                                  |                                                             |
| 4     | 16     | RAW           | RAW         | 10                | The Viking Raiders (Ivar & Erik)                         | (selección de equipo)                                       |
| 4     | 17     | RAW           | SmackDown   | 7                 | Lucha House Party (Kalisto, Gran Metalik & Lince Dorado) | (selección de equipo)                                       |
| 4     | 18     | RAW           | RAW         | 11                | Nikki Cross                                              | Elegida por separado de su compañera de equipo Alexa Bliss. |
| 4     | 19     | SmackDown     | SmackDown   | 8                 | Heavy Machinery (Otis & Tucker)                          | (selección de equipo)                                       |
| 4     | 20     | NXT           | RAW         | 12                | The Street Profits (Angelo Dawkins & Montez Ford)        | (selección de equipo de NXT)                                |

### Selecciones deDraft Suplementario(Noche 1)WWE.com(13 de octubre)[14]
| Sel. # | Antigua marca | Nueva marca | Luchador(a)                          | Notas                 |
| ------ | ------------- | ----------- | ------------------------------------ | --------------------- |
| 1      | SmackDown     | SmackDown   | Apollo Crews                         |                       |
| 2      | 205 Live      | SmackDown   | Drew Gulak                           |                       |
| 3      | RAW           | RAW         | EC3                                  |                       |
| 4      | RAW           | RAW         | Eric Young                           |                       |
| 5      | RAW           | SmackDown   | Heath Slater                         |                       |
| 6      | SmackDown     | RAW         | Sin Cara                             |                       |
| 7      | RAW           | SmackDown   | Tamina                               |                       |
| 8      | SmackDown     | SmackDown   | The B-Team (Bo Dallas & Curtis Axel) | (selección de equipo) |

### Selecciones deDraft(Noche 2)RAW(14 de octubre)
La directora de marcas de WWE, Stephanie McMahon, anunció las selecciones de draft para cada ronda.
| Ronda | Sel. # | Antigua marca | Nueva marca  | Selección marca # | Luchador(a)                                       | Notas                                                          |
| ----- | ------ | ------------- | ------------ | ----------------- | ------------------------------------------------- | -------------------------------------------------------------- |
| 1     | 1      | RAW           | RAW          | 1                 | Seth Rollins                                      | Campeón Universal de la WWE                                    |
| 1     | 2      | RAW           | SmackDown    | 1                 | Brock Lesnar (con Paul Heyman)                    | Campeón de la WWE (Selección con Mánager)                      |
| 1     | 3      | SmackDown     | RAW          | 2                 | Charlotte Flair                                   |                                                                |
| 1     | 4      | SmackDown     | SmackDown    | 2                 | The New Day (Big E, Kofi Kingston & Xavier Woods) | (Selección de equipo)                                          |
| 1     | 5      | SmackDown     | RAW          | 3                 | Andrade (con Zelina Vega)                         | (Selección con Mánager)                                        |
| 2     | 6      | SmackDown     | RAW          | 4                 | The Kabuki Warriors (Asuka & Kairi Sane)          | Campeonas Femeninas en Parejas de la WWE (Selección de equipo) |
| 2     | 7      | SmackDown     | SmackDown    | 3                 | Daniel Bryan                                      |                                                                |
| 2     | 8      | SmackDown     | RAW          | 5                 | Rusev                                             |                                                                |
| 2     | 9      | SmackDown     | SmackDown    | 4                 | Bayley                                            | Campeona Femenina de SmackDown                                 |
| 2     | 10     | SmackDown     | RAW          | 6                 | Aleister Black                                    |                                                                |
| 3     | 11     | RAW           | RAW          | 7                 | Cedric Alexander                                  |                                                                |
| 3     | 12     | SmackDown     | SmackDown    | 5                 | Shinsuke Nakamura (c)                             | Campeón Intercontinental (Selección con Mánager)               |
| 3     | 12     | RAW           | SmackDown    | 5                 | Sami Zayn                                         | Campeón Intercontinental (Selección con Mánager)               |
| 3     | 13     | 205 Live      | RAW          | 8                 | Humberto Carrillo                                 |                                                                |
| 3     | 14     | SmackDown     | SmackDown    | 6                 | Ali                                               |                                                                |
| 3     | 15     | SmackDown     | RAW          | 9                 | Erick Rowan                                       |                                                                |
| 4     | 16     | SmackDown     | RAW          | 10                | Buddy Murphy                                      |                                                                |
| 4     | 17     | SmackDown     | SmackDown    | 7                 | Dolph Ziggler                                     | (Selección de equipo)                                          |
| 4     | 17     | RAW           | SmackDown    | 7                 | Robert Roode                                      | (Selección de equipo)                                          |
| 4     | 18     | SmackDown     | RAW          | 11                | Jinder Mahal                                      |                                                                |
| 4     | 19     | SmackDown     | SmackDown    | 8                 | Carmella                                          |                                                                |
| 4     | 20     | SmackDown     | RAW          | 12                | R-Truth                                           | Campeón 24/7                                                   |
| 5     | 21     | RAW           | RAW          | 13                | Samoa Joe                                         |                                                                |
| 5     | 22     | RAW           | SmackDown    | 9                 | The Miz                                           |                                                                |
| 5     | 23     | 205 Live      | RAW          | 14                | Akira Tozawa                                      |                                                                |
| 5     | 24     | RAW           | SmackDown    | 10                | King Corbin                                       |                                                                |
| 5     | 25     | SmackDown     | RAW          | 15                | Shelton Benjamin                                  |                                                                |
| 6     | 26     | RAW           | RAW          | 16                | Rey Mysterio                                      |                                                                |
| 6     | 27     | SmackDown     | SmackDown    | 11                | Shorty Gable                                      |                                                                |
| 6     | 28     | RAW           | RAW          | 17                | Titus O'Neil                                      |                                                                |
| 6     | 29     | SmackDown     | SmackDown    | 12                | Elias                                             |                                                                |
| 6     | 30     | SmackDown     | RAW          | 18                | Liv Morgan                                        |                                                                |
| -     | -      | RAW           | Agente libre | -                 | AOP (Akam & Rezar)                                | (No fueron seleccionados por ninguna marca)                    |

### Transferencias deDraftdeWWE Backstage(15 de octubre)
Triple H anunció que los siguientes luchadores cambiaron de marca tras un intercambio realizado en WWE Backstage realizado el 15 de octubre.
| Sel. # | Antigua marca | Nueva marca | Luchador(a)               | Notas                             |
| ------ | ------------- | ----------- | ------------------------- | --------------------------------- |
| 1      | RAW           | SmackDown   | Alexa Bliss & Nikki Cross | (Fueron transferidas como equipo) |

### Selecciones deDraft Suplementario(Noche 2)WWE The Bump(16 de octubre)[16]
| Sel. # | Antigua marca | Nueva marca | Luchador(a)                                | Notas                             |
| ------ | ------------- | ----------- | ------------------------------------------ | --------------------------------- |
| 1      | RAW           | RAW         | Curt Hawkins & Zack Ryder                  | (Fueron transferidos como equipo) |
| 2      | RAW           | SmackDown   | Dana Brooke                                |                                   |
| 3      | RAW           | RAW         | No Way Jose                                |                                   |
| 4      | RAW           | SmackDown   | Cesaro                                     |                                   |
| 5      | RAW           | RAW         | Mojo Rawley                                |                                   |
| 6      | SmackDown     | RAW         | The IIconics (Billie Kay & Peyton Royce)   | (Fueron transferidas como equipo) |
| 7      | SmackDown     | SmackDown   | Luke Harper                                |                                   |
| 8      | RAW           | RAW         | Sarah Logan                                |                                   |
| 9      | 205 Live      | SmackDown   | Drake Maverick                             |                                   |
| 6      | SmackDown     | SmackDown   | Fire & Desire (Mandy Rose & Sonya Deville) | (Fueron transferidas como equipo) |

## Agentes libres
Los siguientes luchadores no estuvieron disponibles para ser elegidos en el Draft debido a inactividad o lesión.
| Luchador(es)                               | Marca antigua | Notas                             | Marca posterior | Fecha                   | Notas |
| ------------------------------------------ | ------------- | --------------------------------- | --------------- | ----------------------- | --- |
| Lio Rush                                   | RAW           | Campeón Crucero de NXT            | NXT             | 15 de octubre de 2019   | Rush ha estado compitiendo en NXT desde septiembre de 2019, y ganó el NXT Cruiserweight Championship. Su perfil en WWE.com fue movido a NXT.                   |
| Aiden English                              | SmackDown     | Comentarista de 205 Live          | 205 Live        | 15 de octubre de 2019   | English ha trabajado como comentarista en 205 Live desde enero de 2019, con esto, dejó de aparecer en SmackDown.                                               |
| Alicia Fox                                 | RAW           |                                   | Alumni          | 17 de octubre de 2019   | Fox estuvo inactiva desde el 22 de abril y luego del Draft, su perfil de WWE.com fue movido a WWE Alumni, confirmando así su retiro de WWE.                    |
| AOP (Akam & Rezar)                         | RAW           | No fueron escogidos en el Draft.  | RAW             | 17 de octubre de 2019   | Estuvieron disponibles para el Draft pero no fueron seleccionados, se anunció que firmaron por RAW en el programa de WWE Now.                                  |
| The Bella Twins (Brie Bella & Nikki Bella) | RAW           |                                   | Alumni          | 17 de octubre de 2019   | Las Gemelas Bellas anunciaron su retiro el 24 de marzo de 2019 pero seguían perteneciendo a RAW, y el 17 de octubre fueron movidas a la sección de WWE Alumni. |
| Lana                                       | SmackDown     |                                   | RAW             | 28 de octubre de 2019   | Fue mánager de Rusev y Bobby Lashley |
| Paige                                      | SmackDown     | Inactiva por cirugía en el cuello | Agente libre    | 28 de octubre de 2019   | Fue mánager de las Kabuki Warriors |
| Matt Hardy                                 | SmackDown     |                                   | RAW             | 25 de noviembre de 2019 | El 25 de noviembre en Raw, hizo su regreso en una lucha contra Buddy Murphy, donde fue derrotado.                                                              |
| Sheamus                                    | SmackDown     | Inactivo por contusión            | SmackDown       | 29 de noviembre de 2019 | |
| The Ascension (Konnor & Viktor)            | RAW           |                                   | Alumni          | 8 de diciembre de 2019  | Konnor y Viktor estuvieron inactivos desde WrestleMania 35, hasta que el 8 de diciembre fueron liberados de su contrato con WWE.                               |
| The Usos (Jey Uso & Jimmy Uso)             | RAW           | No fueron escogidos en el Draft   | SmackDown       | 3 de enero de 2020      | El 3 de enero en SmackDown, Jimmy y Jey hicieron su regreso ayudando a Roman Reigns de un ataque por parte de King Corbin y Dolph Ziggler.                     |
| Big Show                                   | SmackDown     | Inactivo por lesión isquiotibial  | RAW             | 6 de enero de 2020      | |
| Naomi                                      | RAW           |                                   | SmackDown       | 31 de enero de 2020     | |
| Ruby Riott                                 | RAW           | Inactiva por lesión de hombro     | RAW             | 3 de febrero de 2020    | |
| Jeff Hardy                                 | SmackDown     | Inactivo por lesión en la pierna  | SmackDown       | 13 de marzo de 2020     | |
| Nia Jax                                    | RAW           | Inactiva por lesión en la rodilla | RAW             | 6 de abril de 2020      | |
| The Colóns (Primo Colón & Epico Colón)     | SmackDown     | No fueron escogidos en el Draft   | Alumni          | 15 de abril de 2020     | |
| Cain Velasquez                             | Agente libre  | Luchador tiempo parcial           | Alumni          | 28 de abril de 2020     | |
| Mickie James                               | SmackDown     | Comentarista de Main Event        | RAW             | 10 de agosto de 2020    | |
| Ember Moon                                 | SmackDown     | Inactivo por lesión de tobillo    | NXT             | 4 de octubre de 2019    | |
| Lars Sullivan                              | SmackDown     | Inactivo por lesión en la rodilla | SmackDown       | 9 de octubre de 2019    | |